# Ildefonsa Laura César
Ildefonsa Laura César (Bahia 1794 — 1873) foi uma poetisa e professora brasileira. É considerada a primeira autora baiana a publicar uma obra literária e uma das pioneiras, no Brasil, a abordar o erotismo em sua produção poética. 
Seus poemas foram publicados em periódicos da Bahia, como O Noticiador Catholico e O Mercantil. Publicou dois livros de poesia ao longo da vida. O primeiro, intitulado Ensaios poéticos, dedicados em signal de muita estima à sua irmã, D. Angélica Rosa César, foi lançado em 1844. O segundo, publicado em 1854, recebeu o título Lição a meus filhos, oferecida à ilustríssima senhora D. Angélica Rosa César.  

## Controvérsias sobre a data de nascimento
A data de nascimento de Idelfonsa Laura César é motivo de divergência entre estudiosos. Zahidé Lupinacci Muzart e Deyvid de Oliveira Pereira indicam o ano de 1794, enquanto Nelly Novaes Coelho propõe 1774. Considerando que sua filha, Cora César Coutinho, nasceu em 1819, alguns pesquisadores consideram menos provável a data de 1774, pois implicaria que Idelfonsa teria dado à luz aos 45 anos — uma idade considerada avançada para a maternidade no contexto do século XIX. 

## Vida
Idelfonsa Laura César era filha de Antônio César Caminha e foi criada por sua irmã, Angélica Rosa César, após a morte da mãe durante sua infância. Pouco se sabe sobre seu meio familiar, mas, em razão de sua formação intelectual, presume-se que tenha pertencido a uma família de prestígio. Teve uma filha, Cora Coutinho Sodré — posteriormente conhecida como a Baronesa de Alagoinhas —, fruto de seu relacionamento com José Lino Coutinho, então estudante de medicina e, mais tarde, político e escritor. O casal não chegou a se casar, e as razões para a separação permanecem desconhecidas. 
Após o nascimento de sua filha, Idelfonsa Laura César foi separada da criança. Em alguns de seus poemas, Idelfonsa expressa sentimentos de saudade e dor relacionados à filha, especialmente em datas simbólicas, como aniversários.
José Lino Coutinho, figura proeminente no cenário político e intelectual do século XIX, publicou em 1849 as Cartas sobre a educação de Cora, organizadas por João Gualberto de Passos. O  historiador Pedro Calmon classificou a obra como um dos primeiros registros da pedagogia voltada à formação moral da mulher no Brasil. As cartas foram inicialmente dirigidas à educadora de sua filha, Cora, e posteriormente à própria menina. A obra revela aspectos da relação entre pai e filha e sugere a ausência materna no convívio diário da criança. Há quem considere que algumas dessas cartas possam ter sido indiretamente direcionadas a Idelfonsa Laura Cesár, que era professora.
Idelfonsa casou-se apenas após a morte de José Lino Coutinho, unindo-se ao major da Guarda Nacional Manuel Gomes Tourinho.

## Produção poética
A poesia de Idelfonsa Laura César é frequentemente associada à saudade da filha e ao afeto por José Lino Coutinho, que, segundo algumas interpretações, pode ter sido o verdadeiro destinatário de seus versos, mais do que seu esposo oficial, Manuel Gomes Tourinho. A crítica literária tem aproximado sua lírica da de Delfina Benigna da Cunha, especialmente no modo como ambas expressam o amor por meio de um desespero sentimental que remete às características da segunda geração romântica no Brasil.
A produção literária de Idelfonsa Laura César compreende dois livros: Ensaios Poéticos, publicado em 1844, e Lição a meus filhos, de 1843. Sua poesia apresenta traços herdados do Arcadismo, como o bucolismo e o ideal pastoral, embora se afaste da rigidez neoclássica ao incorporar temas como o pessimismo, a solidão e o desejo de liberdade.
Ainda que tardiamente, a poesia de Idelfonsa se filia ao Arcadismo, idealizando a vida campestre com simplicidade e afeto. Em seus versos, destacam-se imagens como "a pequena e alegre casa", o terreiro gramado e as vacas pastando, elementos que revelam tanto o bucolismo árcade quanto o anseio por uma vida comum ao lado do amado. Segundo Zahidé Muzart, esse tom confere à poesia de Idelfonsa uma dimensão afetiva que ultrapassa a mera representação simbólica da natureza.
Situada numa estética de transição, que preserva elementos formais do Arcadismo ao mesmo tempo em que se aproxima do espírito romântico, Idelfonsa introduz em sua lírica uma angústia feminina rara para a época. Essa inquietação interfere diretamente em sua poética, promovendo uma ruptura significativa com os modelos tradicionais. Nesse contexto, o sujeito pastoral deixa de ser mera alegoria do campo e torna-se um espaço de expressão subjetiva — revelando as dores, os desejos e as ausências de uma mulher marcada pela experiência da exclusão afetiva e social.
Sua produção poética, marcada por temas afetivos e íntimos, tem sido interpretada como uma forma de expressão de emoções femininas silenciadas. O escritor Afonso Costa diz que seus versos representam uma das primeiras manifestações do erotismo feminino na literatura brasileira. Em seus escritos, Idelfonsa não evita tratar de temas ligados à paixão e ao desejo, mesmo diante das convenções sociais de seu tempo.

## Legado
A obra de Ildefonsa Laura César, por muito tempo esquecida pela historiografia literária, tem sido reavaliada pela crítica contemporânea como parte essencial do esforço de reconstrução da presença feminina na literatura brasileira do século XIX. Sua produção poética, ainda que restrita a dois volumes, é reconhecida por introduzir uma perspectiva feminina singular sobre temas como o amor, o desejo e a exclusão social.
Estudos recentes, como o de Deyvid de Oliveira Pereira, destacam o modo como sua lírica rompe com os modelos canônicos ao inscrever uma voz feminina que tensiona os limites da tradição arcádica. Já Zahidé Lupinacci Muzart ressalta sua importância no conjunto das escritoras brasileiras oitocentistas, identificando em sua escrita uma síntese rara entre afeto íntimo e crítica social velada.
Ildefonsa vem sendo incluída em iniciativas de resgate de escritoras brasileiras do século XIX, sendo citada em pesquisas acadêmicas e antologias que buscam ampliar o cânone literário nacional. Sua obra permanece como testemunho das contradições vividas por mulheres letradas do período colonial e imperial, e como expressão poética de subjetividades femininas historicamente silenciadas.

## Obra
- 1844 - Ensaios poéticos, obra publicada na Bahia e foi dedicada “em signal de muita estima” à irmã da autora, D. Angélica Rosa César.

- 1854 - Lição a meus filhos, pequena coletânea lançada também na Bahia e oferecida à ilustre senhora D. Angélica Rosa César. A obra conta com 16 páginas.